# Lagoa do Itaenga (ort)
Lagoa do Itaenga är en ort i Brasilien.   Den ligger i kommunen Lagoa do Itaenga och delstaten Pernambuco, i den östra delen av landet, 1 600 km nordost om huvudstaden Brasília. Lagoa do Itaenga ligger 187 meter över havet och antalet invånare är 17 719.
Terrängen runt Lagoa do Itaenga är huvudsakligen platt. Lagoa do Itaenga ligger uppe på en höjd. Runt Lagoa do Itaenga är det ganska tätbefolkat, med 166 invånare per kvadratkilometer.. Närmaste större samhälle är Carpina, 10,2 km norr om Lagoa do Itaenga.
Omgivningarna runt Lagoa do Itaenga är en mosaik av jordbruksmark och naturlig växtlighet.